# Fünfundachtzig Märtyrer von England und Wales

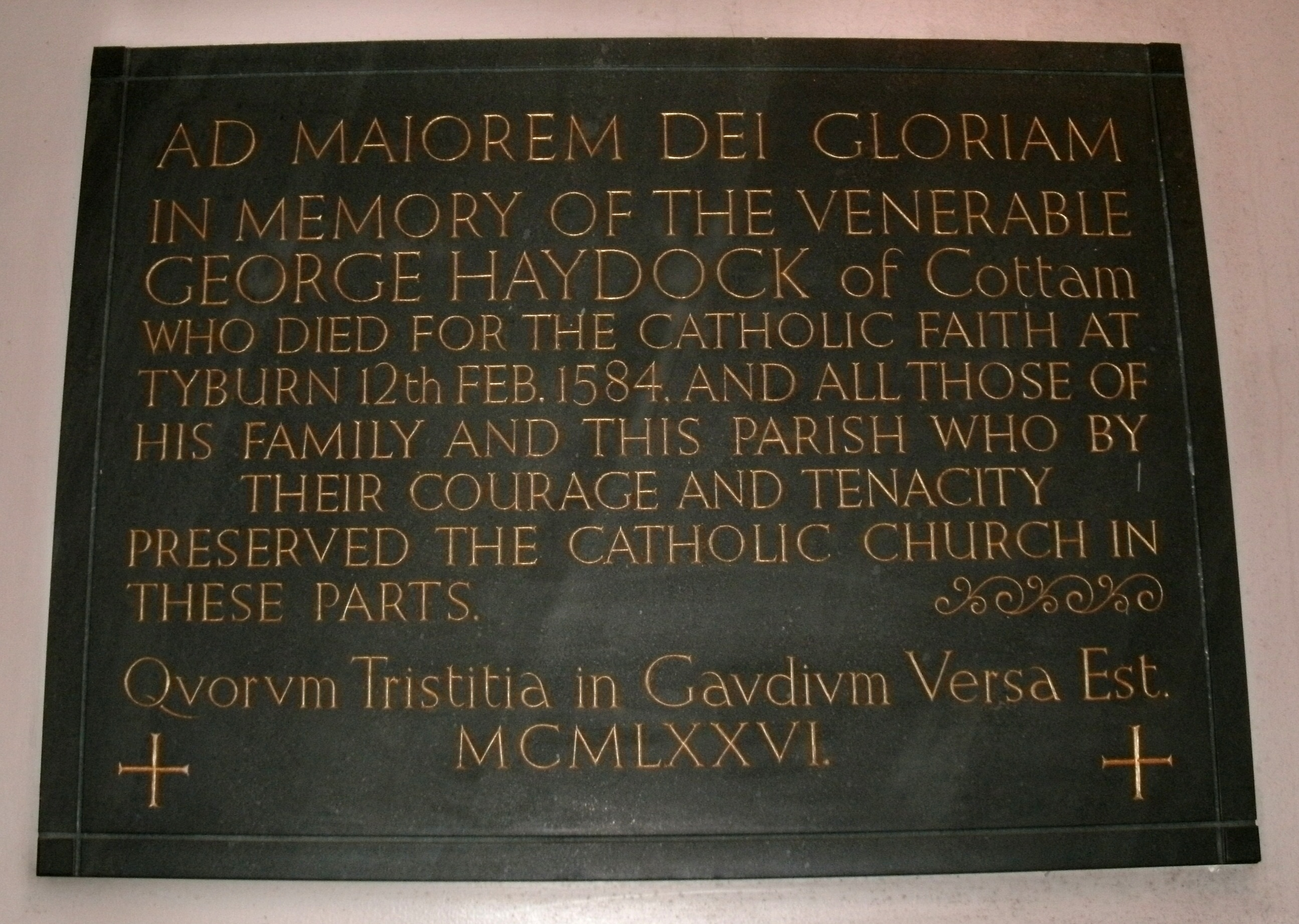
Haydock ehrende Tafel in der Kirche St. Andrew’s und Blessed George Haydock in Cottam in Lancashire

Fünfundachtzig Märtyrer von England und Wales, auch bekannt als George Haydock und Gefährten, ist eine Gruppe von Männern, die zwischen 1584 und 1679 im Königreich England wegen Hochverrats und ähnlicher Straftaten hingerichtet wurden. Die Prozesse waren sehr politisch. Den meisten Verurteilten wurde eine Begnadigung angeboten, falls sie der Church of England beiträten. Von den 85 Märtyrern wurden 75 (61 Priester und vierzehn Laien) wegen des Jesuits, etc. Act 1584 hingerichtet.
In der römisch-katholischen Kirche gelten sie als Märtyrer und wurden am 22. November 1987 von Papst Johannes Paul II. seliggesprochen.

## Namensliste
- John Adams
- Thomas Atkinson
- Edward Bamber
- George Beesley († 1591)
- Arthur Bell
- Thomas Belson
- Robert Bickerdike
- Alexander Blake
- Marmaduke Bowes
- John Britton
- Thomas Bullaker
- Edward Burden
- Roger Cadwallador
- William Carter
- Alexander Crow
- William Davies
- Robert Dibdale
- George Douglas
- Robert Drury
- Edmund Duke
- George Errington
- Roger Filcock
- John Fingley
- Matthew Flathers
- Richard Flower
- Nicholas Garlick
- William Gibson
- Ralph Grimston
- Robert Grissold (um 1575–1604)
- John Hambley
- Robert Hardesty
- George Haydock
- Henry Heath
- Richard Hill
- John Hogg
- Richard Holiday
- Nicholas Horner
- Thomas Hunt
- Thurstan Hunt
- Francis Ingleby
- William Knight
- Joseph Lambton
- William Lampley
- John Lowe
- Robert Ludlam
- Charles Mahoney
- Robert Middleton
- George Nichols
- John Norton
- Robert Nutter (1550, 1557–1600)
- Edward Osbaldeston
- Anthony Page
- Thomas Palasor
- William Pike
- Thomas Pilchard
- Thomas Pormort
- Nicholas Postgate
- Humphrey Pritchard
- Christopher Robinson
- Stephen Rowsham
- John Sandys
- Montford Scott
- Richard Sergeant
- Richard Simpson
- Peter Snow
- William Southerne
- William Spenser
- Thomas Sprott
- John Sugar
- Robert Sutton
- Edmund Sykes
- John Talbot
- Hugh Taylor
- William Thomson
- Robert Thorpe
- John Thules
- Edward Thwing
- Thomas Watkinson
- Henry Webley
- Christopher Wharton
- Thomas Whittaker
- John Woodcock
- Nicholas Woodfen
- Roger Wrenno
- Richard Yaxley

## Liturgischer Gedenktag
In England wird der Märtyrer gemeinsam mit anderen Märtyrer der englischen Reformation am 4. Mai gedacht. An diesem Tag wird auch der heiligen Vierzig Märtyrern von England und Wales sowie der Neun Märtyrer von England und Wales gedacht. Vor der Reform des liturgischen Kalenders für England 2000 wurde ihrer am 25. Oktober gedacht.
In Wales wird der 85 Märtyrer, vor allem der beiden mit Verbindung zu Wales, William Davies und Charles Mahoney, gedacht. Am 25. Oktober wird der sechs walisischen Märtyrer und Gefährten gedacht. Unter diesem Namen sind die Vierzig Märtyrer von England und Wales in Wales bekannt.

## Historische Einordnung
Papst Pius V. exkommunizierte Elisabeth I. am 25. Februar 1570. Dies führte bei den englischen Katholiken zu Ratlosigkeit. Katholiken wie die um den spanischen Botschafter Bernardino de Mendoza waren bei einer Verschwörung gegen Elisabeth I. beteiligt. Dieser Teil der Katholiken sah durch eine protestantische Herrscherin eine höhere Gefahr für England. Die englische Regierung hielt dies für Hochverrat.
Der nächste Papst Gregor XIII. gab am 14. April eine weitere Erklärung ab. Er hielt an der Exkommunikation fest, verpflichtete aber die Katholiken nicht zu Dingen, die zu ihrer Benachteiligung führten. Nach einem Aufstand im Norden wurden die Gesetze verschärft. Unter anderem wurde religiöse Handlung als Verrat gedeutet.